# 신디 클래슨

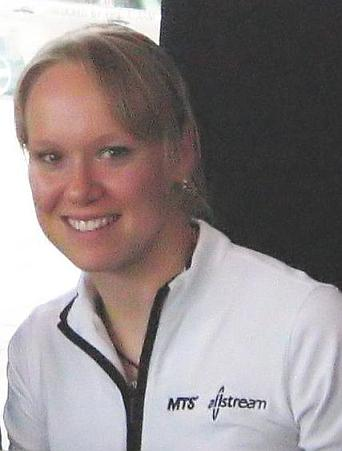

신디 클래슨(영어: Cindy Klassen, 1979년 8월 12일 ~ )은 캐나다의 여자 스피드 스케이팅 선수이다. 중·장거리 전문으로 1500m와 3000m가 주종목이다. 미국 솔트레이크시티에서 열린 2002년 동계 올림픽 3000m에서 동메달을 획득하였다. 이탈리아 토리노에서 열린 2006년 동계 올림픽에서 1500m 금메달, 1000m·단체추발 은메달, 3000m·5000m 동메달 등 총 5개의 메달을 획득, 이 대회에서 금은동메달을 통틀어 가장 많은 개수의 메달을 획득한 선수였다. 두 차례의 동계 올림픽에서 6개의 메달을 획득, 캐나다의 스포츠 선수 중 클라라 휴스와 함께 통산 메달 획득 개수가 가장 많다. 또한 2005년 ~ 2006년 사이 1000m·1500m·3000m 세계 신기록을 경신하였으며, 이 기록은 2010년 현재까지 유지되고 있다. 세계 신기록 보유자로 고국에서 열린 2010년 동계 올림픽에 참가했으나, 메달을 따지 못했다.